# 카르스트

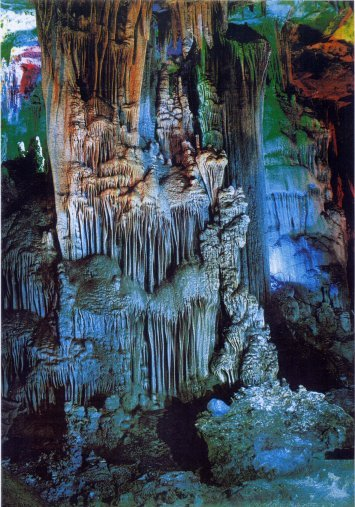
베트남, 퐁나케방 국립공원에 있는 퐁나케방 동굴

카르스트 지형(독일어: Karst)이란 석회암 등의 물에 녹기 쉬운 암석으로 구성된 대지가 빗물 등에 의해서 용식되어서 생성된 지형(landscape)이다.
암석은 극히 미량만 물에 용해되지만, 그 용해성은 암석의 화학 구조에 의해서 크게 다르다. 석회암은 탄산칼슘으로 되어있어 다른 암석에 비해 물에 대한 용해성이 높다. 거기서 물의 흐름에 의해서 침식되어, 바위가 조금씩 물에 녹아 돌리네, 종유동(석회동굴) 등의 특수한 지형이 형성되며, 이러한 특징적인 지형을 카르스트 지형이라고 한다.

## 어원
《카르스트》라는 말은, 슬로베니아의 크라스(Kras) 지방의 독일어 명칭 'der Karst'에서 유래한다. 이 지방에는 중생대에 형성된 석회암이 두텁게 분포하여, 용식에 의한 지형을 많이 볼 수 있었기 때문에 연구가 최초로 진행되어, 후에 같은 종류의 지형을 나타내는 통칭으로서 《카르스트》가 유럽에서 널리 사용되게 되었다.

## 대한민국의 카르스트 지형
대한민국의 경우 고생대의 조선 누층군 석회암 지층에 집중적으로 분포하는데, 구체적으로 강원도 남부의 지형 중 삼척시, 영월군과 충청북도 단양, 경상북도 문경시 등에 걸쳐 있다. 이 지역에 매장되어 있는 석회석은 시멘트 공업의 원료로 사용되기도 하며, 앞서 언급한 지역에 석회석 광산이 다소 많이 분포한다.
강원도 정선군 백복령의 카르스트 지형은 학술적 가치가 높아 천연기념물 제440호로 지정되었다.

## 같이 보기
- 종류동(석회동굴)
- 돌리네
- 우발레
- 라피에
- 탑카르스트
- 삼척시의 지질
- 영월군의 지질
- 단양군의 지질
- 문경시의 지질
- 조선 누층군
- 풍촌 석회암층
- 막동 석회암층
- 분류:석회암 지층